# 질풍노도
슈투름 운트 드랑(독일어: Sturm und Drang) 또는 질풍노도(疾風怒濤)는 18세기 후반에 독일에서 일어난 문학 운동이다. 1765년 경부터 1785년 경까지의 약 20년 동안이 이에 해당된다. 계몽주의에서 고전주의·낭만주의 시대에 걸쳐 과도적인 역할을 다한 문학·연극 운동이다.

## 사상적 배경
사상적으로는 장자크 루소의 자연사상이나 시페네르(Spener)의 경건주의, 희곡적으로는 윌리엄 셰익스피어의 영향을 받아 자연적 개성의 존중, 삼일치 및 알렉산드랭 시각(時刻)의 부정을 표방했다. 운동의 호칭은 프리드리히 막시밀리안 폰 클링거의 동명(同名) 희곡에서 딴 것이며, 거친 청년의 열광과 파괴 및 그 파탄, 단명하면서도 후대의 문학운동에 커다란 영향을 남긴 이 운동의 본질을 잘 나타내고 있다. 

## 문학
요한 고트프리트 헤르더, 요한 볼프강 폰 괴테, 프리드리히 실러 등이 이 문학양식으로 잘 알려져 있다. 대표적 희곡으로는 괴테의 초기 작품 <괴츠 폰 베를리힝겐(Gotz von Berlichingen)>(1773), 실러의 <음모와 사랑>, <군도(群盜)>, 클링거의 <쌍둥이>, 야코프 미하엘 라인홀트 렌츠의 <군인들>, <가정교사> 외에도 이론적 저작에 렌츠의 <연극각서>가 있다. 특히 렌츠가 독일 리얼리즘의 개척자 게오르크 뷔히너에게 미친 영향은 유명하며, 20세기 초엽의 표현주의는 이 운동의 20세기적 전개라고 하겠다.

## 음악
유희적 감정이나 장식이 많은 로코코 양식에 대항하여 생겨난 주관성이 짙은 양식으로, 이 운동에 비할 음악분야의 경향은 악기법이나 음량변화의 대담한 대조효과와 강렬하고 도약적인 멜로디의 흐름 등에서 볼 수 있다.
카를 필리프 에마누엘 바흐 등의 작품, 또는 요제프 하이든, 볼프강 아마데우스 모차르트, 루트비히 판 베토벤의 초기작품에서 그 흔적을 볼 수 있다.

## 같이 보기
- 반영웅
- 고트홀트 에프라임 레싱